# Peter Fröjdfeldt
Peter Fröjdfeldt (n. 14 noiembrie 1963) este un fost arbitru FIFA originar din Suedia. A condus finala Cupei UEFA 2008 și a arbitrat la Campionatul European de Fotbal 2008.